# Las Cabañas, San Luis Potosí
Las Cabañas är en ort i Mexiko.   Den ligger i kommunen Tamazunchale och delstaten San Luis Potosí, i den sydöstra delen av landet, 200 km norr om huvudstaden Mexico City. Las Cabañas ligger 137 meter över havet och antalet invånare är 207.
Terrängen runt Las Cabañas är varierad. Runt Las Cabañas är det ganska tätbefolkat, med 86 invånare per kvadratkilometer. Närmaste större samhälle är Tamazunchale, 12,7 km väster om Las Cabañas. I omgivningarna runt Las Cabañas växer huvudsakligen savannskog.